# Protaphis echinopsis
Protaphis echinopsis är en insektsart. Protaphis echinopsis ingår i släktet Protaphis och familjen långrörsbladlöss. Inga underarter finns listade i Catalogue of Life.